# József Eötvös
Baron József Eötvös de Vásárosnamény (3. září 1813, Budín, nyní Budapešť – 2. února 1871, Pešť, nyní Budapešť) byl maďarský politik a romantický spisovatel, v jehož díle se již projevily silné prvky realismu. Byl významným kritikem feudálních poměrů v Uhrách a průkopníkem maďarského liberalismu.

## Život
Pocházel z významné uherské šlechtické rodiny. Roku 1831 ukončil studium na Královské uherské univerzitě v Pešti a pak vstoupil do státní služby jako notář v Székesfehérváru (Stoličný Belehrad). Roku 1835 se stal se úředníkem uherské dvorní kanceláře, později dvorním koncipistou a pak soudcem při prešovské soudní tabuli. Při svých cestách po Německu, Švýcarsku, Nizozemsku, Francii a Anglii v letech 1836–1837 se seznámil s novými trendy v literatuře a v politice a setkal se s předními představiteli romantismu. Patřil k zakládajícím členům Kisfaludyho společnosti (Kisfaludy Társaság), což byla literární společnost v Pešti, založená roku 1836 a pojmenovaná po dramatikovi Károlym Kisfaludym, která patřila k nejvýznamnějším literárním institucím v Uhrách. Vedle literatury se zabýval také odbornými právními a sociálními otázkami a roku 1840 byl jmenován členem komise pro reformu vězeňství. Roku 1842 uzavřel sňatek s uherskou šlechtičnou Ágnes Katalin Annou Rosty de Barkóc.

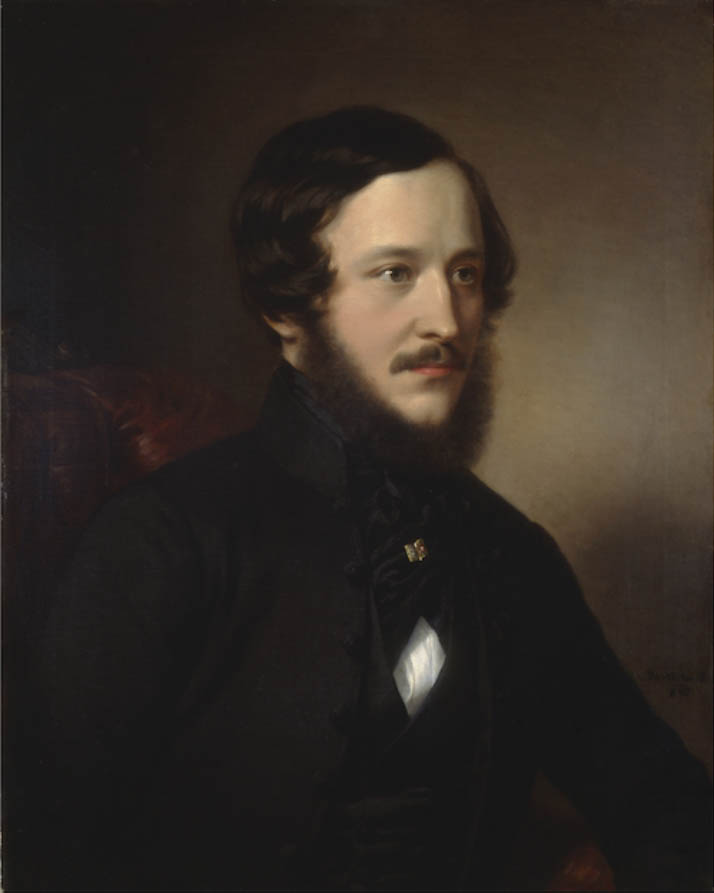
Eötvösův portrét z roku 1845 od Miklóse Barabáse

Po vypuknutí maďarské revoluce v roce 1848 se stal ministrem školství v povstalecké vládě a v této funkci provedl reformu středního a vysokého školství po způsobu ostatních vyspělých evropských zemí. Nesouhlasil však se snahou Lajose Kossutha po získání samostatnosti Uher. Proto nakonec odjel do Mnichova, kde žil až do roku 1853 a zabýval se zde především historickými a filosofickými studiemi. Po návratu do vlasti pokračoval ve své literární práci a vydával nejen básnická a prozaická, ale také filozofická i politická díla. Od konce padesátých let se opět věnoval politické činnosti, roku 1866 se stal předsedou Uherské akademie věd a po rakousko-uherském vyrovnání v roce 1867 se stal znovu ministrem kultury v uherské vládě. V této funkci pracoval až do své smrti roku 1871 a zasloužil se o přijetí zákonů o základním školství a o zrovnoprávnění Židů.
Svou literární dráhu začal jako dramatik a básník. Těžiště jeho tvorby je však v próze. Do maďarské literatury vnesl sociální témata a od sentimentálních, idylických a romantických děl se postupně dostal až ke kritickému realismu. Jeho práce se vyznačují jemnou psychologií postav, ale v některých z nich se projevuje sklon k didaktičnosti. Kromě toho přeložil do maďarštiny Goethovu tragédii Götz von Berlichingen a melodrama Victora Huga Angelo.
Jako politik byl představitelem západoevropského liberalismu. Zasazoval se o reformu školství, o spravedlivější postavení národnostních menšin a o odstranění feudálních přežitků v Uhrách, podmíněné odstraněním zastaralého župního zřízení. Byl však pro centralizaci veřejné správy v rámci rakouské monarchie, jejíž celistvost obhajoval. Teprve později se přiklonil ke konceptu dualismu.

## Bibliografie

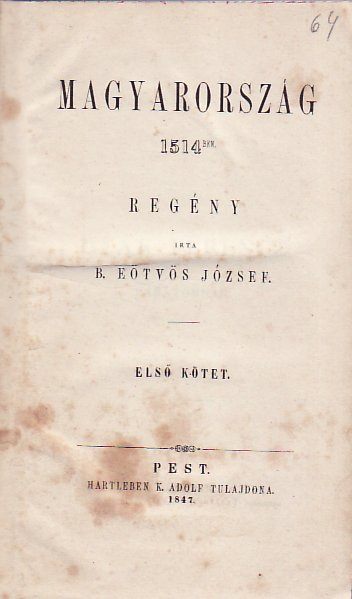
Uhry roku 1514. titulní list prvního vydání z roku 1847

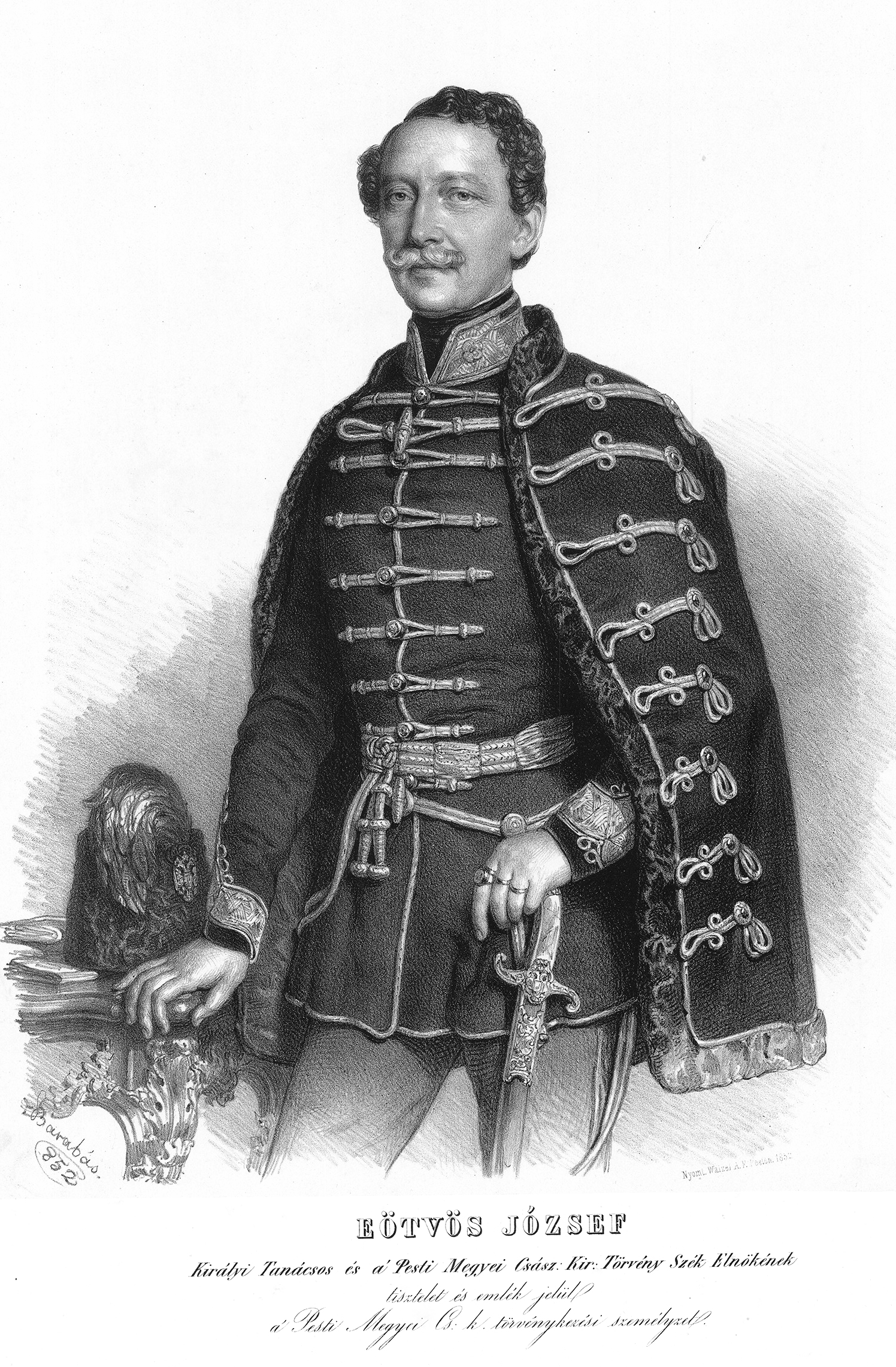
József Eötvös roku 1852, auot Miklós Barabás

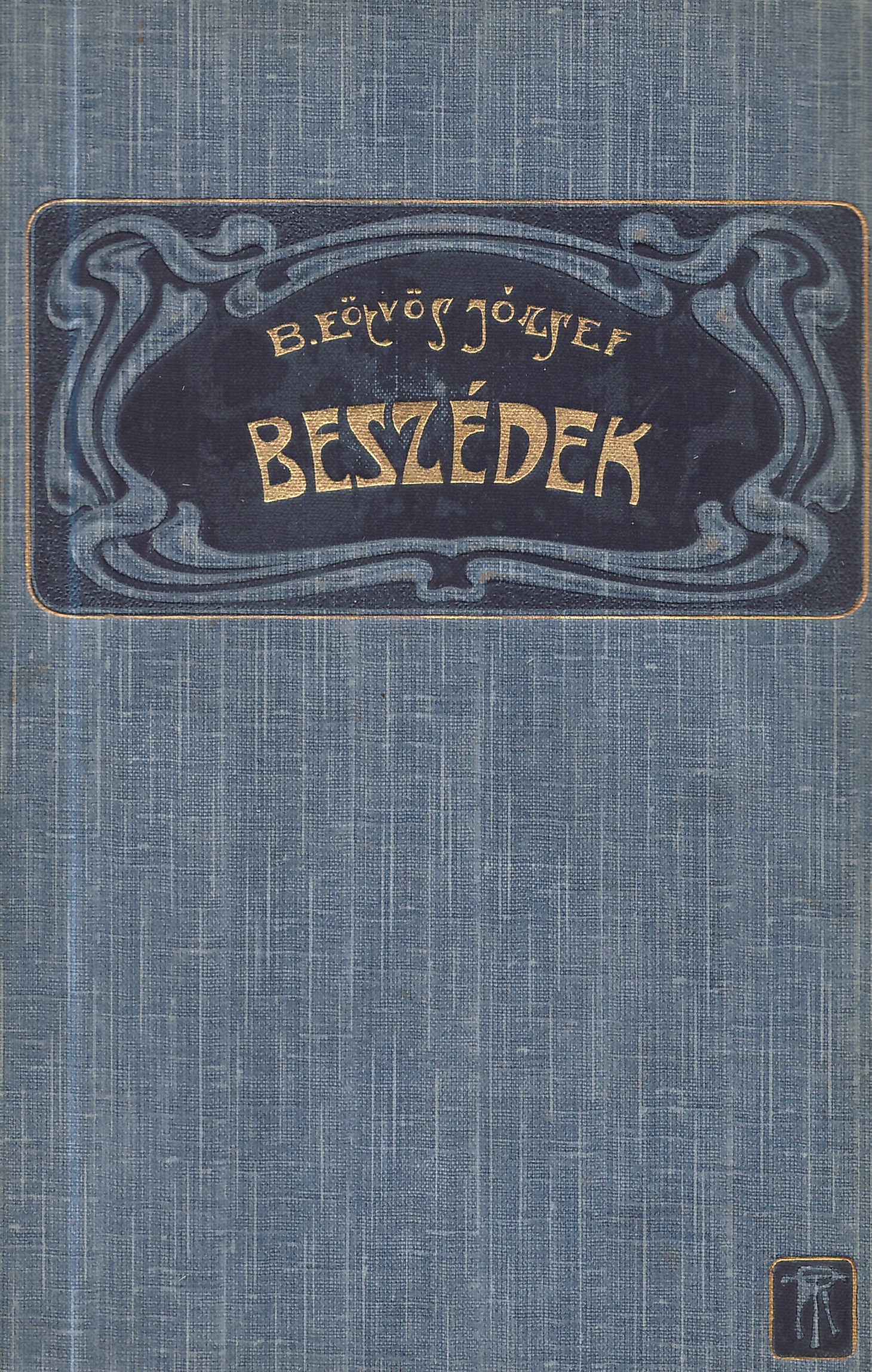
Vydání Eötvösových projevů z roku 1900

### Divadelní hry
- Apotheosa kritikova (1831, A kritikus apotheosisa), divadelní hra namířená proti extrémnímu liberalismu Józsefa Bajzy.
- Ženichové (1833, A házamlók), veselohra.
- Pomsta (1834, Bosszú), tragédie.
- Ať žije rovnost (1840, Éljen az egyenlőség), satirická komedie zesměšňující pseudoliberalismus uherské župní šlechty.

### Básně
- Zmrzlé dítě (1835, A megfagyott gyermek), balada.
- Loučení (1836, Búcsú), vlastenecky laděná óda.
- Hrad a chatrč (1837, A vár és a kunyhó), balada.
- I já bych rád... (1846, Én is szeretném...), báseň.
- Básně (1869, Költemények).

### Próza
- Kartuzián (1841, A karthausi), román vyznačující se sentimentalismem, filosofickým lyrismem a romantickým humanismem, odehrávající se ve Francii za červencové revoluce roku 1830 a vyjadřující názor, že společenský pokrok není možný bez pokroku mravního.[2]
- Vesnický notář (1845, A falu jegyzöje), první román kritického realismu v maďarské literatuře, ve kterém na marném boji venkovského notáře proti župním přehmatům dokládá autor nutnost demokratizace Uher.[2]
- Uhry roku 1514 (1847, Magyarország 1514-ben), slovensky jako Pod Dóžovou zástavou, román o Dóžově povstání, varující před krvavým povstáním a zároveň poukazující na nutnost řešení neudržitelného postavení rolnictva.[2]
- Slovenské děvče v Alföldu (1854, Egy tót leány az Alföldön), novela.
- Sestry (1857, A növérek), román.
- Povídky (1859, Elbeszélések).
- Zimní trh (1859, Téli vásár), novela.
- Myšlenky (1864, Gondolatok), sbírka aforismů.

### Odborné a filosofické práce
- Úvahy o reformě vězeňství (1838, Vélemény a fogházjavitás ugyében), studie propagující severoamerický vězeňský systém.[4]
- Chudoba v Irsku (1840, Szegénység Irndban), studie kritizující postoje Anglie vůči Irsku.
- Emancipace židů (1840, A zsidók emancipációja), studie.
- Reform (1846, Reforma), soubor časopiseckých článků.
- O rovnosti národností v Rakousku (1850, Über die Gleichberichtigung der Nationalitäten in Oesterreich), německy psaná studie.
- Vliv vládnoucích idejí 19. století na stát (1851–1854, A XIX. század eszméinek befolyása az álladalomra), dva svazky, nejvýznamnější autorovo filosofické dílo.[4]
- A nemzetiségi kérdés (1865, Národnostní otázka), studie.
- Beszédek (1900, Projevy).

## Filmové adaptace
- A karthausi (1916, Kartuzián), maďarský němý film, režie Michael Curtiz jako Kertész Mihály.
- Viola, az alföldi haramia (1920), maďarský němý film podle románu Vesnický notář, režie Oszkár Damó.[7]
- A megfagyott gyermek (1921, Zmrzlé dítě), maďarský němý film, režie Béla Balogh.
- Néma kolostor (1941, Tichý klášter), maďarský film podle románu Kartuzián, režie Endre Rodríguez.
- Éljen az egyenlőség (1980,Ať žije rovnost), maďarský televizní film, režie László Vámos.
- A falu jegyzöje (1986, Vesnický notář), maďarský televizní seriál, režie Éva Zsurzs

## České překlady
- Zmrzlé dítě, Časopis Musea království českého 1858, ročník 32, číslo 1, přeložil A. Müller.[8]
- Vesnický notář, Praha: Alois Hynek 1885, přeložil František Brábek.
- Zimní trh, Brno: Moravská orlice, 1894, deník, ročník 32, číslo 262-265, přeložil Gustav Narcis Mayerhoffer.[9]